# Теньо Попминчев
Теньо Веселинов Попминчев е български учен в областта на атомната, молекулярната и оптичната физика, професор във Физически факултет при University of California San Diego. Изобретател е на рентгеновия лазер на базата на процеса на генериране на високи хармонични (2009-2015).

## Биография
Роден е в Стара Загора през 1977 г. Израства в Казанлък, където баща му, Веселин Попминчев, работи като инженер по органична химия в Арсенал, а майка му е инженер конструктор по двигатели с вътрешно горене към Хидравлика и Капрони. Брат му Димитър Попминчев, също доктор по физика, работи с него от 2010 г. в Боулдър, Колорадо, САЩ, и Виена, Австрия.:с. 6
Завършва Природоматематическа гимназия в Казанлък (1996), възпитаник е на школата на известния учител по физика Теодосий Теодосиев (Тео). Постъпва във Физическия факултет на Софийския университет, възпитаник е на школата на проф. Иван Бъчваров към катедра „Лазерна Физика и Квантова Електроника“.:с. 6
Проф. Иван Христов го насочва към Изследователския институт JILA към Университета Боулдър, Колорадо, САЩ, където работят върху концепции за рентгенови лазери. Попминчев завършва докторантура при проф. Хенри Кептейн и проф. Маргарет Мърнейн, които са работят върху фемтосекунди лазери и лазери в екстремално ултравиолетовата част от спектъра. На базата на ранни изследвания, Теньо Попминчев се насочва към развитие на идеи с насока към мекия и твърд рентген в електромагнитния спектър.:с. 6
След 14 години в Колорадо създава група в Калифорнийския университет в Сан Диего, САЩ. Провежда експерименти на два континента - и в Техническия университет във Виена, Австрия. През 2018 г. открива собствени лаборатории Popmintchev Labs в тези университети, фокусирани върху нови технологии за атосекундни и зептосекундни рентгенови лазери с квантов дизайн на класическите и квантови свойства на светлината, от интерес за полупроводниковата индустрия и био и нано технологични разработки, както и на нови квантови режими на генериране на рентгенова светлина за изследване на процеси в основата на квантовите компютри. През 2019 г. създава към лабораторията си в Сан Диего експериментална школа за ученици-олимпийци, възпитаници на учителя Теодосий Теодосиев и други школи в България.

## Научни постижения
След 2008 г. получава няколко патента свързани с първите обобщени микро- и макро концепции как да се контролират и ускоряват атосекундни електрони, колко и от какъв цвят фотони да се комбинират в синхрон, за да се получи ярка лазерна светлина не само в екстремния ултравиолет, а във всяка част на спектъра, където процесът на генерация на високи хармонични е възможен.:с. 8
Защитава докторска дисертация в Колорадския Университет в Боулдър, Колорадо, САЩ (University of Colorado at Boulder) и Института JILA - световен лидер в областта, през 2010 г., а на следващата година тя е избрана сред 4-те най-добри в света на Атомната, Молекулярна и Оптична физика.:с. 5
През 2008-2015 г. създава първите в света рентгенови лазери от 10 нанометра до 7 ангстрьома, със свръх-къси импулси приближаващи 2.5 атосекунди (1 атосекунда = 10^-18 секунди), и предсказва възможност параметрите им да приближат за първи път зептосекундна продължителност (1 зептосекунда = 10^-21 секунди) в практичен режим, които също може да преминат от мекия рентгенов към твърдия рентгенов спектър за първи път  . Тези иновативни светлинни инструменти имат потенциал да революционизират света на нано, био, и квантовите технологиите във втората квантова революция в 21 век.:с. 4-5
През 2016 г. е избран е сред десетте най-обещаващи учени в света, които са способни да го променят, в класация в списание Science News (списъкът се прави ежегодно по препоръка от Нобелови лауреати и членове на Академията на Науките на САЩ).:с. 5
За негов проект Европейският съвет за научни изследвания (European Research Council) му присъжда най-престижния грант за млади учени в размер на 1,5 милиона евро, за да продължи работата си с лазерни и рентгенови технологии в Технологическия институт във Виена.:с. 5